# 嘉島陸
嘉島 陸（かしま りく、1998年11月12日 - ）は、日本の俳優である。旧芸名、嘉数 一星（かかず いっせい）。
沖縄県那覇市出身。セブンスアヴェニュー所属。

## 略歴
小学校入学前、父親の転勤で沖縄県から千葉県へ引っ越す。2005年にABCマートイメージモデルオーディション」でグランプリを獲得し、デビュー。ジョビィキッズプロダクションに所属し、子役として活動を始める。『流星の絆』（2008年）、NHK大河ドラマ『江〜姫たちの戦国〜』（2011年）などの作品に出演する。親の転勤に伴って沖縄に転居し、2011年に『アイシテル〜絆～』の出演を最後に芸能界を引退。中学校進学を機に、一家で沖縄県へ戻ったのが理由。
沖縄の大学に進学してその後の進路を考えていた時に見た『コード・ブルー -ドクターヘリ緊急救命-』（2017年）で心を動かされ、もう一度チャレンジしてみたいと2017年11月の自身の誕生日に高校時代から声を掛けられていたセブンスアヴェニューへ連絡を取り、2018年2月に所属、事務所設立22年目にして初の所属男性タレント第1号となる。「子役時代もリセットしてスタートしたい」と芸名を嘉島陸と改名。沖縄の大学に通いつつ、沖縄と東京を往復しながら2018年に『花のち晴れ〜花男 Next Season〜』にて芸能活動を再開。

## 出演（嘉数一星名義）

### テレビドラマ（嘉数一星名義）
- 女王の教室（2005年、日本テレビ）
- 父の日スペシャル パパの涙で子は育つ（2007年、フジテレビ） - 上山イサヤ 役
- おいしいごはん 鎌倉・春日井米店 第5話（2007年、テレビ朝日） - 金田君 役
- ママの神様（2008年、TBS） - 中井走太 役
- 流星の絆（2008年、TBS） - 有明泰輔（幼少） 役
- キイナ～不可能犯罪捜査官～ 第2話（2009年、日本テレビ） - 深田サトシ 役
- RESCUE～特別高度救助隊 第4話（2009年、TBS） - 裕太 役
- Goro's Bar ドラマスペシャル（2009年、TBS） - ゴロウ（幼少） 役
- アイシテル〜海容〜（2009年、日本テレビ） - 野口智也 役
- 仮面ライダーW（2009年 - 2010年、テレビ朝日）
  - 第2話（2009年）- 左翔太郎（幼少） 役
  - 最終話（2010年） - 青山晶 役
- 世にも奇妙な物語 09秋の特別篇 夢の検閲官（2009年、フジテレビ） - 森崎幸太郎 役
- アンタッチャブル〜事件記者・鳴海遼子〜 第8話（2009年、テレビ朝日） - 葵慎一郎 役
- 同窓会～ラブ・アゲイン症候群（2010年、テレビ朝日） - 宮沢達也 役
- ジョーカー 許されざる捜査官第6話（2010年、フジテレビ） - 久遠健志（幼少） 役
- Q10（2010年、日本テレビ） - 深井平太（幼少） 役
- 獣医ドリトル 第6話（2010年、TBS） - 山田耕太 役
- 大河ドラマ 江〜姫たちの戦国〜（2011年、NHK総合） - 竹千代（徳川秀忠幼少） 役
- 最上の命医 最終回（2011年3月14日、テレビ東京） - 菅野千尋 役
- ラストマネー -愛の値段- 第2話（2011年、NHK総合） - 山岡健太 役
- アイシテル〜絆〜（2011年9月21日、日本テレビ） - 森田智也（幼少） 役

### CM（嘉数一星名義）
- 小学館 ピッカピカの1年生
- インフォCXリスト株式会社 お父さん決意表明篇
- 政府広報 こどもを守る唄編
- 日清フーズ ママー あえるだけパスタソース（2007年）
- マリモマンション
- 花王 メリット 夏編（2007年）
- 花王 メリット 映画・シュレックタイアップ篇（2007年）
- 岡崎産業株式会社
- NTT東日本 「365日。」 -少年と父- 編、-少年と母- 編

### 映画（嘉数一星名義）
- ヒカリサス海、ボクノ船（2008年） - 内海達也 役
- 仮面ライダー×仮面ライダー オーズ&ダブル feat.スカル MOVIE大戦CORE（2010年） - 左翔太郎（幼少） 役

## 出演（嘉島陸名義）

### テレビドラマ
- 花のち晴れ〜花男 Next Season〜（2018年4月17日 - 6月26日、TBS） - 近衛仁 役[5]
- 家政夫のミタゾノ 第3シーズン 第3話（2019年5月3日、テレビ朝日） - 近藤翔太 役
- 湊かなえ ポイズンドーター・ホーリーマザー 第3話「罪深き女」（2019年7月20日、WOWOW） - 岡地 役
- 教場 後編（2020年1月5日、フジテレビ） - 新人生徒 役[6]
  - 教場II（2021年1月4日・5日） - 小嘉竜一 役[7]
- 創立65周年特別番組 琉球歴史ドラマ『尚円王』（2020年2月12日 - 26日、琉球放送） - 尚徳 役
- セイレーンの懺悔（2020年10月5日 - 11月8日、WOWOWプライム） - 赤城昭平 役
- 警視庁・捜査一課長 Season5 第3話（2021年4月29日､テレビ朝日） - 坂元拓海 役
- SUPER RICH（2021年10月14日 - 12月23日、フジテレビ） - 鬼頭流星 役[8]
- HOTEL -NEXT DOOR-（2022年9月10日 - 10月15日、WOWOWプライム） - 小野寺勇気 役
- イチケイのカラス スペシャル（2023年1月14日、フジテレビ） - 内田亘 役[9]
- マイホームヒーロー（2023年10月25日 - 12月20日、MBS・TBS） - ユウタ 役[10]
- うちの弁護士は手がかかる 第5話（2023年11月10日、フジテレビ） - 上畑健 役[11]
- 大河ドラマ どうする家康 第42回・第43回（2023年11月5日・12日、NHK総合） - 小早川秀秋 役[12]
- 黄金の刻〜服部金太郎物語〜（2024年3月30日、テレビ朝日） - 岡本正忠 役[13]
- 伝説の頭 翔 第3話（2024年8月2日、テレビ朝日） - 上倉悟 役[14]
- 連続テレビ小説 あんぱん 第66回 -（2025年6月30日 - 、NHK総合） - 緑川達也 役[15]
- 1972 渚の螢火（2025年10月19日〈予定〉 - 、WOWOW） - 宮里武男 役[16]

### バラエティ
- 痛快TV スカッとジャパン（フジテレビ）
  - 第151回「食欲の秋とクリスマス」（2018年12月17日） - 池間夏海と共演。
  - 第173回「「ムチャ受験」大逆転のメゾット」（2019年7月15日）

### 映画
- 東京リベンジャーズ2 血のハロウィン編 -運命-（2023年4月30日、ワーナー・ブラザース映画） - 芭流覇羅メンバー 役[17]
- 明日を綴る写真館（2024年6月7日、アスミック・エース） - 鮫島直哉 役[18]
- 乱歩の幻影（2024年7月26日、JACO） - 二山至 役[19][20]
- 栄光のバックホーム（2025年11月28日公開予定、ギャガ） - 川原潔 役[21]

### 舞台
- アナザー・カントリー（2022年6月24日 - 7月3日、よみうり大手町ホール / 7月7日 - 10日、COOL JAPAN PARK OSAKA TTホール / 7月12日 - 13日、キャナルシティ劇場） - デラヘイ 役[22]
- 鉄の暴風（2024年3月27日 - 31日、新宿村LIVE） - 吉本武雄 役
- ルール〜「十五少年漂流記」より〜（2024年5月16日 - 26日、よみうり大手町ホール / 6月1日 - 2日、COOL JAPAN PARK OSAKA TTホール） - ドニファン 役[23][24]
- 熱海連続殺人事件 モンテカルロ・イリュージョン（2024年7月5日 - 22日、紀伊國屋ホール） - 速水健作 刑事 役[25]
- 新・幕末純情伝（2025年8月8日 - 24日〈予定〉、紀伊國屋ホール） - 岡田以蔵 役[26][27]